# Maksim Iglinski
Maksim Genadjevič Iglinski (kazaško Максим Геннадьевич Иглинский), kazahstanski kolesar, * 18. april 1981, Celinograd, Sovjetska zveza.
Iglinski je nekdanji kazahstanski profesionalni kolesar, ki je večji del svoje kariere vozil za ekipno Astana. Za Kazahstan je nastopil na Poletnih olimpijskih igrah v letih 2004 in 2008, obakrat je na cestni dirki odstopil. Leta 2006 je osvojil naslov kazahstanskega državnega prvaka v kronometru in zmagal na šesti etapi dirke Critérium du Dauphiné, leta 2007 pa je zmagal na cestni dirki kazahstanskega državnega prvenstva. Leta 2010 je zmagal na dirki Strade Bianche, kjer je bil leta 2012 drugi, ko je dosegel še največji uspeh kariere z zmago na klasičnem spomeniku Liège–Bastogne–Liège. Leta 2014 je bil kaznovan zaradi zlorabe dopinga EPO in prejel dvoletno prepoved nastopanja ter končal kariero. Tudi njegov brat Valentin Iglinski je bil kolesar, tudi član ekipe Astana in prav tako pozitiven na doping leta 2014.